# Campeonato Europeu de Voleibol Feminino de 1995
O Campeonato Europeu de Voleibol Feminino de 1995 foi a 19ª edição deste torneio bianual que reúne as principais seleções europeias de voleibol feminino. A Confederação Europeia de Voleibol (CEV) foi a responsável pela organização do campeonato. Ocorreu nos Países Baixos entre os dias 23 de setembro a 1º de outubro de 1997. Os Países Baixos venceram a Croácia por 3 sets a 0 e conquistaram pela primeira vez o título. Um fato relevante sobre esta edição do torneio foi que pela primeira vez na história a seleção da Rússia (que competiu de 1949-1991 como União Soviética), não disputou a final, sendo eliminada pela seleção da casa na fase semi-final.

## Participantes
| Grupo A – Groninga - Alemanha - Bielorrússia - Letônia - Polônia - Rússia - Ucrânia | Grupo B – Arnhem - Bulgária - Croácia - Itália - Países Baixos - Chéquia - Turquia |

## Fase Preliminar

### Grupo A
|    | Time         | Pontos | J | V | D | PV | PP | Ratio | SV | SP | Ratio |
| -- | ------------ | ------ | - | - | - | -- | -- | ----- | -- | -- | ----- |
| 1. | Rússia       | 10     | 5 | 5 | 0 |    |    | 1.867 | 15 | 0  | MAX   |
| 2. | Alemanha     | 9      | 5 | 4 | 1 |    |    | 1.267 | 12 | 6  | 2.000 |
| 3. | Ucrânia      | 8      | 5 | 3 | 2 |    |    | 1.076 | 10 | 10 | 1.000 |
| 4. | Bielorrússia | 8      | 5 | 3 | 2 |    |    | 0.950 | 8  | 10 | 0.800 |
| 5. | Polônia      | 6      | 5 | 1 | 4 |    |    | 0.844 | 7  | 13 | 0.538 |
| 6. | Letônia      | 5      | 5 | 0 | 5 |    |    | 0.512 | 2  | 15 | 0.133 |

### Grupo B
|    | Time          | Pontos | J | V | D | PV | PP | Ratio | SV | SP | Ratio |
| -- | ------------- | ------ | - | - | - | -- | -- | ----- | -- | -- | ----- |
| 1. | Croácia       | 10     | 5 | 5 | 0 |    |    | 1.407 | 15 | 4  | 3.750 |
| 2. | Países Baixos | 9      | 5 | 4 | 1 |    |    | 1.364 | 14 | 4  | 3.500 |
| 3. | Bulgária      | 8      | 5 | 3 | 2 |    |    | 1.202 | 11 | 7  | 1.571 |
| 4. | Itália        | 7      | 5 | 2 | 3 |    |    | 0.831 | 8  | 10 | 0.800 |
| 5. | Chéquia       | 6      | 5 | 1 | 4 |    |    | 0.743 | 4  | 14 | 0.286 |
| 6. | Turquia       | 5      | 5 | 0 | 5 |    |    | 0.673 | 2  | 15 | 0.133 |

## Fase Final
|  | Semi Finais         | Semi Finais         |   |                     | Final               | Final |  |
|  |                     |                     |   |                     |                     |       |  |
|  | 1995-09-30 – Arnhem |                     |   |                     |                     |       |  |
|  | Países Baixos       | 3                   |   |                     |                     |       |  |
|  | Rússia              | 1                   |   |                     |                     |       |  |
|  |                     |                     |   |                     |                     |       |  |
|  |                     |                     |   |                     | 1995-10-01 – Arnhem |       |  |
|  |                     |                     |   |                     | Países Baixos       | 3     |  |
|  |                     | Croácia             | 0 |                     |                     |       |  |
|  |                     |                     |   |                     |                     |       |  |
|  |                     |                     |   |                     |                     |       |  |
|  |                     |                     |   |                     | 3º Lugar            |       |  |
|  | 1995-09-30 – Arnhem | 1995-09-30 – Arnhem |   | 1995-10-01 – Arnhem | 1995-10-01 – Arnhem |       |  |
|  | Croácia             | 3                   |   | Rússia              | 3                   |       |  |
|  | Alemanha            | 0                   |   |                     | Alemanha            | 0     |  |

|  | 5º-8º lugar         | 5º-8º lugar         |   |                     | 5º lugar            | 5º lugar |  |
|  |                     |                     |   |                     |                     |          |  |
|  | 1995-09-30 – Arnhem |                     |   |                     |                     |          |  |
|  | Itália              | 3                   |   |                     |                     |          |  |
|  | Ucrânia             | 1                   |   |                     |                     |          |  |
|  |                     |                     |   |                     |                     |          |  |
|  |                     |                     |   |                     | 1995-10-05 – Arnhem |          |  |
|  |                     |                     |   |                     | Itália              | 2        |  |
|  |                     | Bulgária            | 3 |                     |                     |          |  |
|  |                     |                     |   |                     |                     |          |  |
|  |                     |                     |   |                     |                     |          |  |
|  |                     |                     |   |                     | 7º lugar            |          |  |
|  | 1995-09-30 – Arnhem | 1995-09-30 – Arnhem |   | 1995-10-05 – Arnhem | 1995-10-05 – Arnhem |          |  |
|  | Bulgária            | 3                   |   | Ucrânia             | 3                   |          |  |
|  | Bielorrússia        | 0                   |   |                     | Bielorrússia        | 0        |  |

## Ranking Final
| \| Colocação \| Time \| \| --------- \| ------------- \| \| 1 \| Países Baixos \| \| 2 \| Croácia \| \| 3 \| Rússia \| \| 4. \| Alemanha \| \| 5. \| Bulgária \| \| 6. \| Itália \| \| 7. \| Ucrânia \| \| 8. \| Bielorrússia \| \| 9. \| Chéquia \| \| 9. \| Letônia \| \| 9. \| Polônia \| \| 9. \| Turquia \| |               |
| Colocação | Time          |
| 1 | Países Baixos |
| 2 | Croácia       |
| 3 | Rússia        |
| 4. | Alemanha      |
| 5. | Bulgária      |
| 6. | Itália        |
| 7. | Ucrânia       |
| 8. | Bielorrússia  |
| 9. | Chéquia       |
| 9. | Letônia       |
| 9. | Polônia       |
| 9. | Turquia       |

## Ligações Externas
- CEV Resultados